# Tessah Andrianjafitrimo
Tessah Andrianjafitrimo (Montpellier, 11 ottobre 1998) è una tennista francese.

## Biografia
Il padre Teddy Andrianjafitrimo, che è anche il suo allenatore, è nato in Madagascar. Teddy era un eccellente tennista amatoriale, campione nel proprio paese e poi in Africa, ma non è riuscito a diventare un tennista professionista a causa della scarsa disponibilità economica. In seguito, è emigrato in Francia ed ha lavorato come allenatore in una scuola. Tessah è nata a Montpellier e vive a Nogaro dal 2010. Ha due fratelli più giovani.

## Carriera
Tessah Andrianjafitrimo ha vinto 9 titoli nel singolare e 2 titoli nel doppio nel circuito ITF. Il 20 giugno 2022 ha raggiunto la sua migliore posizione nel singolare WTA piazzandosi 139º. Il 2 luglio 2018 ha raggiunto il miglior piazzamento mondiale nel doppio alla posizione n°389.

## Statistiche ITF

### Singolare

#### Vittorie (9)
| Torneo $100.000 (0) |
| Torneo $80.000 (0)  |
| Torneo $75.000 (0)  |
| Torneo $60.000 (1)  |
| Torneo $50.000 (0)  |
| Torneo $40.000 (0)  |
| Torneo $25.000 (6)  |
| Torneo $15.000 (1)  |
| Torneo $10.000 (1)  |

| N. | Data              | Torneo                                                     | Superficie  | Avversaria in finale | Punteggio        |
| 1. | 12 dicembre 2015  | Governor's Cup Lagos, Lagos                                | Cemento     | Tadeja Majerič       | 6–3, 5–7, 6–4    |
| 2. | 7 agosto 2016     | Vinkovci Open, Vinkovci                                    | Terra rossa | Ivania Martinich     | 6–4, 6–1         |
| 3. | 23 aprile 2017    | Hammamet Open, Hammamet                                    | Terra rossa | Camilla Scala        | 6–2, 6–4         |
| 4. | 30 giugno 2019    | Open GDF SUEZ du Périgord, Périgueux                       | Terra rossa | Alice Ramé           | 6(5)–7, 6–2, 6–2 |
| 5. | 20 giugno 2021    | Figueira da Foz International Ladies Open, Figueira da Foz | Cemento     | Jessika Ponchet      | 6(3)–7, 6–1, 6–0 |
| 6. | 6 marzo 2022      | Copa Banco Guayaquil, Guayaquil                            | Cemento     | Hanna Chang          | 6-3, 6-3         |
| 7. | 25 agosto 2024    | Cidade de Vigo, Vigo                                       | Terra rossa | Misaki Matsuda       | 6-4, 6-3         |
| 8. | 15 settembre 2024 | Le Neubourg Open, Le Neubourg                              | Cemento     | Manon Léonard        | 6-2, 6-4         |
| 9. | 23 febbraio 2025  | HCi Burnie Tennis International, Burnie                    | Cemento     | Guo Hanyu            | 6-2, 6-3         |

#### Sconfitte (8)
| Torneo $100.000 (0) |
| Torneo $80.000 (0)  |
| Torneo $75.000 (0)  |
| Torneo $60.000 (2)  |
| Torneo $50.000 (0)  |
| Torneo $40.000 (0)  |
| Torneo $25.000 (4)  |
| Torneo $15.000 (0)  |
| Torneo $10.000 (2)  |

| N. | Data              | Torneo                                                                  | Superficie  | Avversaria in finale       | Punteggio     |
| 1. | 2 agosto 2015     | Torneo Internacional de Tenis Femenino Ciudad de Valladolil, Valladolid | Cemento     | María José Luque Moreno    | 2–6, 2–6      |
| 2. | 24 aprile 2016    | Forte Village International Tournament, Pula                            | Terra rossa | Jasmine Paolini            | 1–0, rit.     |
| 3. | 10 dicembre 2017  | Circuito ITF Castellon Spain, Nules                                     | Terra rossa | Isabelle Wallace           | 1–6, 6–4, 3–6 |
| 4. | 29 settembre 2019 | Forte Village International Tournament, Pula                            | Terra rossa | Yuki Naito                 | 6–3, 5–7, 2–6 |
| 5. | 26 luglio 2021    | Telavi Open, Telavi                                                     | Terra rossa | Valentini Grammatikopoulou | 5-7, 4-6      |
| 6. | 17 aprile 2022    | Ladies Open de Calvi Eaux de Zilia, Calvi                               | Cemento     | Léolia Jeanjean            | 2-6, 2-6      |
| 7. | 21 luglio 2024    | Porto Open, Porto                                                       | Cemento     | Maja Chwalińska            | 5-7, 1-6      |
| 8. | 20 aprile 2025    | Ladies Open de Calvi, Calvi                                             | Cemento     | Sofia Costoulas            | 5-7, 1-6      |

### Doppio

#### Vittorie (2)
| Torneo $100.000 (0) |
| Torneo $80.000 (0)  |
| Torneo $75.000 (0)  |
| Torneo $60.000 (0)  |
| Torneo $50.000 (0)  |
| Torneo $40.000 (0)  |
| Torneo $25.000 (0)  |
| Torneo $15.000 (0)  |
| Torneo $10.000 (2)  |

| N. | Data             | Torneo                                       | Superficie | Compagna               | Avversarie in finale                  | Punteggio        |
| 1. | 13 dicembre 2014 | ITF Djibouti Open, Gibuti                    | Cemento    | Ashmitha Easwaramurthi | Magali Kempen Wang Xiyao              | 3–6, 6–1, [10–8] |
| 2. | 22 febbraio 2015 | ITF Women's Circuit El Kantaoui, El Kantaoui | Cemento    | Anna Blinkova          | Arabela Fernández Rabener Eva Wacanno | 6–4, 6–0         |

#### Sconfitte (2)
| Torneo $100.000 (0) |
| Torneo $80.000 (0)  |
| Torneo $75.000 (0)  |
| Torneo $60.000 (1)  |
| Torneo $50.000 (0)  |
| Torneo $40.000 (0)  |
| Torneo $25.000 (1)  |
| Torneo $15.000 (0)  |
| Torneo $10.000 (0)  |

| N. | Data            | Torneo                                      | Superficie | Compagna      | Avversarie in finale               | Punteggio        |
| 1. | 10 marzo 2017   | Mildura Grand Tennis International, Mildura | Erba       | Shérazad Reix | Noppawan Lertcheewakarn Lu Jiajing | 4–6, 6–1, [8–10] |
| 2. | 8 febbraio 2025 | Brisbane QTC Tennis International, Brisbane | Cemento    | Malene Helgø  | Miho Kuramochi Zheng Wushuang      | 6(6)-7, 3-6      |